# Ken McNaught
Ken McNaught (Kirkcaldy, 11 gennaio 1955) è un ex calciatore scozzese, di ruolo difensore.

## Carriera
Con l'Aston Villa ha vinto la Coppa dei Campioni 1982.

## Palmarès

### Club

#### Competizioni nazionali
- Campionato inglese: 1

Aston Villa: 1980-1981
- Community Shield: 1

Aston Villa: 1981

#### Competizioni internazionali
- Coppa dei Campioni: 1

Aston Villa: 1981-1982
- Supercoppa UEFA: 1

Aston Villa: 1982